# Križpolje
Križpolje je naselje u Ličko-senjskoj županiji s preko 1000 stanovnika i pet zaselaka (Veliki Kut, Mali Kut, Jelvicu...)

## Povijest
Križpolje se nekad zvalo Križevačkopolje. Selo je u prošlosti nosilo ime Križ (postoje zapisi iz 1654. godine), a prema legendi u Križpolje pao je veliki križ po kojem je mjesto dobilo ime.

## Stanovništvo
| broj stanovnika | 2095  | 2016  | 1819  | 2042  | 2118  | 2153  | 2064  | 1736  | 1808  | 1695  | 1308  | 1298  | 946   | 1046  | 655   | 510   | 392   |
|                 | 1857. | 1869. | 1880. | 1890. | 1900. | 1910. | 1921. | 1931. | 1948. | 1953. | 1961. | 1971. | 1981. | 1991. | 2001. | 2011. | 2021. |

Izvor: 
- 2001. – 655
- 1991. – 1046 (Hrvati – 1015, Srbi – 1, Jugoslaveni – 1, ostali – 29)
- 1981. – 946 (Hrvati – 923, Jugoslaveni – 14, Srbi – 3, ostali – 6)
- 1971. – 1298 (Hrvati – 1290, Srbi – 2, ostali – 6)

## Kultura
Crkva u Križpolju se zove Našašća sv. Križa. Izgrađena je 1821. u istoimenoj župi koja je osnovana 1820., te se blagdan Križevo obilježava kao najvažniji blagdan mjesta.

## Poznate osobe
- Luka Perković – hrvatski književnik
- Anton Tone Pavlović – hrvatski političar (HSS), veleposjednik, trgovac[5]
- Milan Pavlović – hrvatski veleposjednik, trgovac, političar (HSP) (otac Antona Tone Pavlovića)[5]
- Ivica Šebalj – hrvatski boksač
- Josip Modrić – hrvatski teolog, dirigent i violinist